# Zosterops tetiparius
Zosterops tetiparius (лат.) — вид воробьиных птиц из семейства белоглазковых. Выделяют два подвида.

## Таксономия
Ранее (а некоторыми исследователями и в настоящее время) этих птиц считали относящимися к Zosterops kulambangrae, а не самостоятельным видом.

## Распространение
Обитают на Соломоновых островах. Естественной средой обитания являются субтропические или тропические влажные равнинные леса. Представители подвида Z. t. paradoxus обитают только на острове Рендова, а Z. t. tetiparius — только на острове Тетепаре. Их никогда не наблюдали вне этих островов, лежащих на расстоянии 3.4 км друг от друга.